# Військово-лікарські комісії України

Прапор Збройних сил України

Військово-лікарські комісії України, ВЛК — є важливим структурним компонентом військової медицини України, діють при всіх військово-медичних закладах, військових шпиталях-госпіталях Міністерства оборони України, Державної прикордонної служби України, Служби безпеки України, Міністерства внутрішніх справ України, органів надзвичайних ситуацій та інших воєнізованих організацій держави.

## Основні напрямки діяльності
Військово-лікарські комісії України діють на підставі наказів-розпоряджень очільників воєнізованих відомств держави, які офіційно зареєстровані у Міністерстві юстиції України.
Важливим напрямком ВЛК є визначення придатності за станом здоров'я до військової служби призовників, військовослужбовців та військовозобов'язаних, встановлення причинного зв'язку захворювань, травм (поранень, контузій, каліцтв) та визначення необхідності і умов застосування медико-соціальної реабілітації та допомоги військовослужбовцям.

## Встановлення статусу ветерана війни
На підставі рішень ВЛК, повноважні державні комісії, які діють по лінії військових органів та Міністерства соціальної політики України, приймають офіційні рішення про надання громадянину визначеного соціального статусу учасника бойових дій, або члена родини загиблого військовослужбовця з видачею відповідного посвідчення та нагрудного знаку «Ветеран війни». На підставі означених документів, органи соціального захисту населення та органи Пенсійного фонду України здійснюють законодавчо встановлені щомісячні/щорічні виплати особі.
Наразі Лікарські комісії цивільних медичних закладів України, включно з Клінічною лікарнею «Феофанія», на яку покладені зобов'язання по прийому поранених військовослужбовців, не мають жодних повноважень, які наявні у всіх відомчих Військово-лікарських комісій. Тобто, для отримання офіційного статусу учасника бойових дій, інваліда війни, ветерана війни, загиблого військовослужбовця, обов'язково необхідне проходження лікарсько-судової експертизи у відповідному військово-медичному закладі України та офіційне рішення Військово-лікарської комісії воєнізованого відомства.

## Військові медичні заклади
До найважливіших лікувальних закладів військової медицини в державі відносяться :
- Головний військово-медичний госпіталь Міністерства оборони України
- Центральний клінічний госпіталь Державної прикордонної служби України
- Центральний госпіталь Служби безпеки України
- Центральний госпіталь Міністерства внутрішніх справ України

## Пільги для ветеранів війни
При отриманні офіційного статусу учасника бойових дій, інваліда війни, ветерана війни, члена родини загиблого військовослужбовця, особи мають право на пожиттєве лікування у відповідних військово-медичних та цивільно-лікарняних закладах, а також на реабілітаційне та санаторно-курортне лікування.
Увесь спектр пільг окреслений Законом України «Про статус ветеранів війни, гарантії їх соціального захисту».
Інваліди війни мають законодавчу можливість пройти професійно-медичну реабілітацію та набути корисну соціально-значиму професію у Всеукраїнському центрі професійної реабілітації інвалідів.